# Port lotniczy Bisza
Port lotniczy Bisza (IATA: BHH, ICAO: OEBH) – port lotniczy położony w Biszy, w prowincji Asir, w Arabii Saudyjskiej.

## Linie lotnicze i połączenia
| Linia Lotnicza | Kierunek                     |
| -------------- | ---------------------------- |
| flyadeal       | 1. Dammam                    |
| Flynas         | 1. Abha 2. Rijad             |
| Saudia         | 1. Dammam 2. Dżudda 3. Rijad |